# Kelly Trump
Nicole Heyka, més coneguda pel nom artístic Kelly Trump, (Bottrop, Alemanya, 27 d'agost de 1970) és una actriu i presentadora de televisió alemanya.

## Trajectòria
Trump va créixer a Gelsenkirchen i es va formar com a assistent dental, però va arribar a exercir en aquesta professió. A causa de la manca de diners, va començar a participar en un programa eròtic i a modelar en sessions de fotografia. El 1994 va rebre una oferta per actuar en una pel·lícula de cinema pornogràfic i l'any següent va rebre el primer premi d'aquest sector de la indústria cinematogràfica. El 1996 també va fer algunes pel·lícules a l'estranger amb directors com el francès Marc Dorcel, l'estatunidenc John Leslie i l'italià Joe D'Amato. També va participar com a moderadora del programa La Notte del canal de televisió 9Live.
A la tardor de 2001, a la cerimònia de lliurament dels Venus Award a Berlín, va anunciar la seva sortida del cinema per a adults i des d'aleshores participa en pel·lícules de cinema convencional amb petits papers. El 2002 es va interpretar a ella mateixa al llargmetratge alemany Wie die Karnickel. El 2004 va participar en el xou d'impacte Die Alm del canal de televisió ProSieben. El 2005, la seva autobiografia Porno – Ein Star packt aus, que va escriure juntament amb Werner Schlegel, es va publicar en format de llibre i audiollibre, el qual aquest darrer era narrat pels dos autors.
Des d'abril de 2008 escriu la columna «Einsichten» a l'edició alemanya de la revista FHM. El 26 d'abril de 2009 i l'11 d'abril de 2010 va participar en el programa Das perfekte Promi-Dinner del canal de televisió VOX. El setembre de 2014, va aparèixer a la mateixa emissora en el documental d'estil Promi Shopping Queen. El 2013 també es va convertir en autònoma i va obrir uns estudis de cosmètica a Gelsenkirchen i Essen. Trump viu a Gelsenkirchen amb el seu marit, l'exmembre del grup musical Scooter Axel Coon.